# تجديد كاريزماتي كاثوليكي
تجديد كاريزماتي كاثوليكي هي حركة كاريزماتية داخل الكنيسة الكاثوليكية. تأثرت بتعاليم البروتستانت والخمسينيين بمفهوم إقامة علاقة مع يسوع والتعبير عن مواهب الروح القدس.
يصف الكاردينال البلجيكي ليو جوزيف سونينس التجديد الكاريزماتي بأنها تجديد وليس حركة تعطي احساس اجتماعي بمختلف عوالم المجد الداخلي ومشاركة نفس الروح المقدسة بين كل أفراد الكنيسة من علمانيين وكهنة وأساقفة وشمامسة. ويضيف بأنه تحدي للشخص ألذي يقبل التجديد، بالرغم أن هذا التجديد يقبل أي شخص يقبل اليه بالتوبة. أما الأسقف الإيطالي رانييرو كانتالاميزا يقول: أن المسيح لم يعد خاص بطائفة ومذهب معين وأنه لم يعد هناك أي عوائق في العيش بحقيقة الروح. الكاثوليك ألذين ينتمون لهذه الحركة يقومون بتنظيم ملتقيات للصلاة بينهم خارج الكنيسة ويتشاركون مواهب النبوة و العلاج بالإيمان والغلوسلايا وغناء الترانيم.